# 長野峻也
長野 峻也（ながの しゅんや、1963年2月1日 -）は、武術研究家。熊本県天草出身。岡山理科大学環境化学科中退。
中学時代より国内外の様々な武術や心身開発法を実践研究。
1999年の秋に、自らの研究成果を纏めて、『游心流武術健身法』という流派を興す。
神奈川県相模原市を拠点に武術と護身術を指導。

## 著書
- 『中心を求めて』(壮神社) 著：長野峻也 監修：高木康嗣, ISBN 978-4915906329
- 『あなたの知らない武術のヒミツ』 ISBN  978-4757221079 ,『誰も知らない武術のヒケツ』『そこが知りたい武術のシクミ』シリーズ継続中(以上、アスペクト)
- 『武術と生きる日々』(文芸社), ISBN 978-4286058481
- 『使える武術』(ちくま新書), ISBN 978-4480065377

## DVD
- 販売元:クエスト
  - 『長野峻也 游心流武術秘伝の原理』
  - 『長野峻也 游心流武術秘伝の活用』
  - 『長野峻也 游心流武術秘伝の戦略』DVD-BOX『長野峻也 游心流武術秘伝伝授』 EAN：4941125695015

## 主要論文
- 「武術の奥義と身体の操作」http://jlc.jst.go.jp/DN/JALC/00255112527 バイオメカニズム学会誌 2005 Vol.29,No.3
- 「武術の奥義と身体操作から人工物のモーションへ」 社団法人計測自動制御学会誌「計測と制御」2009, Vol.48, No.6